# متاپلازی
دگررویش یا متاپلازی (به انگلیسی: Metaplasia) تغییر نابهنجار ماهیت سلول‌ها در بافت است.
دگررویش به تبدیل یک نوع بافت پوششی (اپی‌تلیوم) به نوع دیگری از بافت پوششی تحت شرایط غیرطبیعی گویند. مثلاً در افرادی که زیاد سیگار می‌کشند بافت پوششی مطبق کاذب مژکدار نایژه‌ها می‌تواند به بافت پوششی مطبق سنگفرشی تبدیل گردد. یا در افرادی که نقص مزمن ویتامین A دارند بافت پوششی نایژه‌ها و مثانه به تدریج به بافت پوششی مطبق سنگفرشی تبدیل می‌شود.
متاپلازی محدود به بافت پوششی نیست و ممکن است در بافت همبند نیز اتفاق بیفتد.